# Romantyczni
Romantyczni – polski dramat psychologiczny z 1970 r. w reżyserii Stanisława Różewicza. Film zrealizowano na podstawie książki Stanisława Szenica pt. Pitaval wielkopolski (informacja ta nie jest jednak uwzględniona w czołówce filmu). 

## Obsada
- Ignacy Gogolewski – Henryk Zaborowski
- Olgierd Łukaszewicz – Władysław Zaborowski
- Władysław Hańcza – dziedzic Nawrocki
- Małgorzata Leśniewska – Jadwiga, żona Nawrockiego
- Marta Lipińska – Emilia, wychowanica Nawrockich
- Jan Ciecierski – hrabia Turno, teść Nawrockiego
- Tadeusz Schmidt – leśniczy
- Maria Klejdysz – żona leśniczego
- Ryszarda Hanin – ciotka rezydenta
- Tadeusz Kosudarski – Niemiec, wierzyciel Nawrockiego
- Lech Ordon – Niemiec, wierzyciel Nawrockiego
- Bogusław Sochnacki – żandarm
- Aleksander Sewruk – karczmarz
- Władysław Jarema – Napoleon, lokaj
- Anna Seniuk – służąca
- Feliks Chmurkowski – gość na koncercie u Nawrockich
- Józef Zbiróg – gość na koncercie u Nawrockich
- Barbara Drapińska – gość na koncercie u Nawrockich
- Barbara Wałkówna – gość na koncercie u Nawrockich
- Edward Kowalczyk

## Plenery
- Spała, Wrząca, Rydzyna, Pilica w Inowłodzu.